# Deutsche Leichtathletik-Meisterschaften 1948/Resultate
Der Hauptteil der Wettbewerbe bei den 48. Deutschen Leichtathletik-Meisterschaften wurde am 14. und 15. August 1948 im Städtischen Stadion in Nürnberg ausgetragen.
In der hier vorliegenden Auflistung werden die in den verschiedenen Wettbewerben jeweils ersten sechs platzierten Leichtathletinnen und Leichtathleten aufgeführt. Eine Übersicht mit den Medaillengewinnerinnen und -gewinnern sowie einigen Anmerkungen zu den Meisterschaften findet sich unter dem Link Deutsche Leichtathletik-Meisterschaften 1948.
Wie immer gab es einige Disziplinen, die zu anderen Terminen an anderen Orten stattfanden – in den folgenden Übersichten jeweils konkret benannt.
Hier die ausführlichen Ergebnislisten der Meisterschaften:

## Meisterschaftsresultate Männer

### 100 m
| Platz | Athlet, Verein                       | Zeit (s) |
| ----- | ------------------------------------ | -------- |
| 1     | Heinz Fischer (Preussen Krefeld)     | 10,7     |
| 2     | Konrad Wittekindt (VfL 1860 Marburg) | 10,7     |
| 3     | Günther Pesch (Hammer SpVg. 03/04)   | 10,8     |
| 4     | Georg Kremer (Hammer SpVg. 03/04)    | 11,0     |
| 5     | Herbert Wudtke (SSV Ahlen)           | 11,1     |
| 6     | Rolf Münks (Bonner FV)               | 11,1     |

Datum: 15. August

### 200 m
| Platz | Athlet, Verein                         | Zeit (s) |
| ----- | -------------------------------------- | -------- |
| 1     | Leo Lickes (Preussen Krefeld)          | 22,2     |
| 2     | Werner Zandt (Stuttgarter Kickers)     | 22,6     |
| 3     | Werner Wigner (ASV Zirndorf)           | 22,9     |
| 4     | Bert Steines (1. SC Mayen)             | 22,9     |
| 5     | Dieter Wawrczyn (Hamburger SV)         | 23,0     |
| 6     | Friedel Pfeiffer (Eintracht Frankfurt) | 23,1     |

Datum: 14. August

### 400 m
| Platz | Athlet, Verein                                  | Zeit (s) |
| ----- | ----------------------------------------------- | -------- |
| 1     | Gerhard Audorf (Berliner SC)                    | 49,5     |
| 2     | Hubert Huppertz (RSV Ahrweiler)                 | 49,7     |
| 3     | Hans Geister (SV Schwarz-Weiß Westende Hamborn) | 49,7     |
| 4     | Waldemar Richter (TuS Iserlohn)                 | 50,4     |
| 5     | Georg Lipphardt (SV St. Georg 1895 Hamburg)     | 51,0     |
| 6     | Georg Sallen (ASV Köln)                         | 51,5     |

Datum: 15. August

### 800 m
| Platz | Athlet, Verein                            | Zeit (min) |
| ----- | ----------------------------------------- | ---------- |
| 1     | Heinz Ulzheimer (Eintracht Frankfurt)     | 1:51,8     |
| 2     | Karl Kluge (Werder Bremen)                | 1:54,0     |
| 3     | Günther Steines (1. SC Mayen)             | 1:54,0     |
| 4     | Gerhard Mulch (SC Victoria Hamburg)       | 1:56,6     |
| 5     | Hans Schrems (TSV 1860 München)           | 1:57,6     |
| 6     | Ferdinand Stuhler (TSV Schwaben Augsburg) | 1:57,8     |

Datum: 15. August

### 1500 m
| Platz | Athlet, Verein                                  | Zeit (min) |
| ----- | ----------------------------------------------- | ---------- |
| 1     | Heinz Westerteicher (Schwarz-Weiß Radevormwald) | 4:01,4     |
| 2     | Willi Maus (TC Gelsenkirchen 1874)              | 4:01,8     |
| 3     | Hermann Hammersen (Blau-Weiß Osnabrück)         | 4:02,0     |
| 4     | Karl Grünsfelder (Rot-Weiß Oberhausen)          | 4:02,4     |
| 5     | Horst Walpert (VfL Karlshafen)                  | 4:03,8     |
| 6     | Alfred Petzet (Eintracht Frankfurt)             | 4:05,0     |

Datum: 14. August

### 5000 m
| Platz | Athlet, Verein                          | Zeit (min) |
| ----- | --------------------------------------- | ---------- |
| 1     | Ludwig Warnemünde (SC Victoria Hamburg) | 15:04,4    |
| 2     | Hermann Eberlein (TSV 1860 München)     | 15:04,6    |
| 3     | Otto Eitel (TSV Esslingen)              | 15:05,4    |
| 4     | Herbert Schade (Grün-Weiß Solingen)     | 15:10,8    |
| 5     | Willi Mötzung (TSV Braunschweig)        | 15:29,4    |
| 6     | Hans Glöckler (TSV 1860 München)        | 15:34,2    |

Datum: 15. August

### 10.000 m
| Platz | Athlet, Verein                       | Zeit (min) |
| ----- | ------------------------------------ | ---------- |
| 1     | Otto Eitel (TSV Esslingen)           | 31:49,0    |
| 2     | Edmund Nadolny (Rot-Weiß Oberhausen) | 32:19,8    |
| 3     | Willi Holtkamp (Rot-Weiß Koblenz)    | 32:41,0    |
| 4     | Josef Legge (VfL Bochum)             | 33:14,2    |
| 5     | Wilhelm Borns (FSV Frankfurt)        | 33:32,4    |
| 6     | Klaus Metz (SV Hayna)                | 33:38,2    |

Datum: 14. August

### Marathon– Streckenlänge: 30km
| Platz | Athlet, Verein                       | Zeit (h)  |
| ----- | ------------------------------------ | --------- |
| 1     | Josef Legge (VfL Bochum)             | 1:46:50,2 |
| 2     | Wilhelm Borns (FSV Frankfurt)        | 1:47:16,4 |
| 3     | Georg Goldemund (TSV 1860 München)   | 1:48:51,4 |
| 4     | Willy Peters (DLC Aachen)            | 1:51:03,8 |
| 5     | Willi Wolfrum (TSV 1860 München)     | 1:53:04,2 |
| 6     | Paul Lasall (Viktoria Aschaffenburg) | 1:53:48,4 |

Datum: 19. September
fand in Hamburg statt

### Marathon(30km), Mannschaftswertung
| Platz | Verein, Besetzung                                              | (Pkte)               |
| ----- | -------------------------------------------------------------- | -------------------- |
| 1     | FSV Frankfurt (Wilhelm Borns, Egon Pfarr, Hans Engel)          | 14 (Plätze 02/08/13) |
| 2     | Reichsbahn SV Stuttgart (Wilhelm Bürklein, Karl Meyer, Rummel) | 29 (Plätze 09/10/27) |
| 3     | DLC Aachen (Willy Peters, Kriescher, Aretz)                    | 34 (Plätze 04/20/32) |
| 4     | Hamburger SV (Theodor Meinecke, Niedermeyer, Biethan)          | 45 (Plätze 19/23/33) |
| 5     | TSR Olympia Wilhelmshaven (Witecki, Tietze, Edi Kreglinger)    | 50 (Plätze 25/29/30) |

Datum: 19. September
fand in Hamburg statt
nur 5 Mannschaften in der Wertung

### 110 m Hürden
| Platz | Athlet, Verein                                      | Zeit (s) |
| ----- | --------------------------------------------------- | -------- |
| 1     | Ernst Becker (Werder Bremen)                        | 15,0     |
| 2     | Hans Zepernick (Blau-Weiß Osnabrück)                | 15,4     |
| 3     | Edmund Hidas-Hikisch (SV Wasserburg)                | 15,4     |
| 4     | Wolfgang Troßbach (ATS Kulmbach 1861)               | 15,4     |
| 5     | Dieter Haferkamp (SV Schwarz-Weiß Westende Hamborn) | 15,6     |
| 6     | Werner Gessinger (Stuttgarter Kickers)              | 16,0     |

Datum: 15. August

### 400 m Hürden
| Platz | Athlet, Verein                       | Zeit (s) |
| ----- | ------------------------------------ | -------- |
| 1     | Edmund Hidas-Hikisch (SV Wasserburg) | 55,6     |
| 2     | Karl Kohlhoff (Holstein Kiel)        | 55,6     |
| 3     | Heinz Bockelbrinck (OSV Hörde)       | 57,1     |
| 4     | Karl Riegel (TSV 1860 München)       | 57,3     |
| 5     | Hans Köbe (1. FC Nürnberg)           | 58,0     |
| 6     | Fritz Rudorf (TG 1846 Göttingen)     | 58,1     |

Datum: 14. August

### 3000 m Hindernis
| Platz | Athlet, Verein                       | Zeit (min) |
| ----- | ------------------------------------ | ---------- |
| 1     | Rolf Seidenschnur (Rendsburger TSV)  | 9:44,4     |
| 2     | Willi Maus (TC Gelsenkirchen 1874)   | 9:45,0     |
| 3     | Franz Schlittmann (TSV 1860 München) | 10:10,6    |
| 4     | Helmut Bolzhauser (TSV Esslingen)    | 10:14,4    |
| 5     | Heinz Scheibbs (VfR Frankenthal)     | 10:20,6    |
| 6     | Harald Stautner (TSV 1860 München)   | 10:21,0    |

Datum: 15. August

### 4 × 100 m Staffel
| Platz | Verein, Besetzung                                                             | Zeit (s) |
| ----- | ----------------------------------------------------------------------------- | -------- |
| 1     | Preussen Krefeld (Paul Schochow, Leo Lickes, Wilhelm Bauer, Heinz Fischer)    | 42,5     |
| 2     | SV St. Georg 1895 Hamburg (Walther Lege, Steffen, Rehders, Lindemann)         | 43,0     |
| 3     | TSV 1860 München (Hans Hertlein, Gerhard Luther, Hans Rümping, Rudolf Königl) | 43,4     |
| 4     | Hammer SpVg. 03/04 (Günther Pesch, Cremer, U. Jonath, Meilves)                | 43,5     |
| 5     | Bonner FV (Heiner Sprakel, Rolf Münks, Walter, Karl Morschhäuser)             | 43,7     |
| 6     | VfL 1860 Marburg (Hans-Georg Lohs, Lüddecke, Kiefer, Konrad Wittekindt)       | 43,9     |

Datum: 15. August

### 4 × 400 m Staffel
| Platz | Verein, Besetzung                                                                                | Zeit (min) |
| ----- | ------------------------------------------------------------------------------------------------ | ---------- |
| 1     | Rot-Weiß Oberhausen (Walter Krapoth, August Kirsch, Karl-Heinz Surray, Karl-Friedrich Rückebeil) | 3:23,0     |
| 2     | Holstein Kiel (Sommer, Herbert Sonntag, Hoffmeister, Karl Kohlhoff)                              | 3:24,6     |
| 3     | 1. FC Nürnberg (Georg Wagner, Leopold Färber, Günther Horn, Fritz Hauselt)                       | 3:24,8     |
| 4     | Stuttgarter Kickers (Werner Gessinger, Bachmann, Vogt, Werner Zandt)                             | 3:26,0     |
| 5     | VfL Eintracht Hagen (Schmitz, Geier, Willi Böhm, Herbert Hosbach)                                | 3:26,0     |
| 6     | TK Hannover (Oelmann, Kuntze, Olmes, Otto)                                                       | 3:27,2     |

Datum: 15. August

### 3 × 1000 m Staffel
| Platz | Verein, Besetzung                                                                 | Zeit (min) |
| ----- | --------------------------------------------------------------------------------- | ---------- |
| 1     | Eintracht Frankfurt (Fritz Schlockermann, Hofferberth, Heinz Ulzheimer)           | 7:45,6     |
| 2     | Preussen Krefeld (Bongartz, Heitzer, Kraus)                                       | 7:47,8     |
| 3     | Rot-Weiß Oberhausen (Rolf Lamers, Heinz Hoewner, Karl Grünsfelder)                | 7:48,0     |
| 4     | TV Oberhausen 1873 (Hans-Werner Federspiel, Werner Stein, Karl-Friedrich Dörsing) | 7:49,2     |
| 5     | TG 1848 Neuss (Dimmig, Königshoven, Jenner)                                       | 7:49,6     |
| 6     | SC Victoria Hamburg (Gerdes, Karl Kraus, Klaus Ketelsen)                          | 7:51,0     |

Datum: 15. August

### 10.000 m Bahngehen
| Platz | Athlet, Verein                        | Zeit (min) |
| ----- | ------------------------------------- | ---------- |
| 1     | Hermann Grittner (Reichsbahn SV Köln) | 49:28,4    |
| 2     | Rudolf Lüttge (TSV Braunschweig)      | 49:29,0    |
| 3     | Konrad Dietz (Post SV Bonn)           | 50:33,6    |
| 4     | Rudolf Krüger (WSV Braunschweig)      | 51:19,0    |
| 5     | Willi Schneidereit (BV Herne-Süd)     | 52:21,6    |
| 6     | Hans Reichel (1. FC Nürnberg)         | 52:41,0    |

Datum: 14. August

### 25-km-Gehen
| Platz | Athlet, Verein                        | Zeit (h)  |
| ----- | ------------------------------------- | --------- |
| 1     | Rudolf Lüttge (TSV Braunschweig)      | 2:09:03,0 |
| 2     | Hermann Grittner (Reichsbahn SV Köln) | 2:12:29   |
| 3     | Fritz Bleiweiß (SG Tiergarten Berlin) | 2:13:25   |
| 4     | Willi Schneidereit (BV Herne-Süd)     | 2:16:46   |
| 5     | Hermann Schmidt (Hamburger SV)        | 2:17:14   |
| 6     | Gustav Peinemann (WSV Braunschweig)   | 2:18:24   |

Datum: 19. September
fand in Hamburg statt

### 25-km-Gehen, Mannschaftswertung
| Platz | Verein, Besetzung                                             | Zeit (h) |
| ----- | ------------------------------------------------------------- | -------- |
| 1     | TSV Braunschweig (Rudolf Lüttge, Walter Stoltz, Theo Arendes) | 6:57:02  |
| 2     | Hamburger SV (Hermann Schmidt, Rudolf Modes, Feucht)          | 6:58:17  |
| 3     | BV Herne-Süd (Willi Schneidereit, Tietze, Kroschek)           | 7:09:36  |
| 4     | WSV Braunschweig (Gustav Peinemann, Schultze, Krüger)         | 7:12:54  |

Datum: 19. September
fand in Hamburg statt
nur 4 Mannschaften in der Wertung

### Hochsprung
| Platz | Athlet, Verein                          | Höhe (m) |
| ----- | --------------------------------------- | -------- |
| 1     | Ludwig Koppenwallner (VfL München)      | 1,90     |
| 2     | Hermann Nacke (Polizei SV Kiel)         | 1,88     |
| 3     | Dieter Hoppenrath (Eintracht Frankfurt) | 1,81     |
| 4     | Kurt Böhmer (Preussen Krefeld)          | 1,80     |
| 5     | Alfred Dierks (TuS Iserlohn)            | 1,80     |
| 6     | Fritz Kader (TV 1848 Erlangen)          | 1,75     |

Datum: 14. August

### Stabhochsprung
| Platz | Athlet, Verein                      | Höhe (m) |
| ----- | ----------------------------------- | -------- |
| 1     | Rudolf Glötzner (Turnerbund Weiden) | 3,80     |
| 2     | Kurt Landschulze (Polizei SV Köln)  | 3,70     |
| 3     | Hugo Magris (Stuttgarter Kickers)   | 3,70     |
| 4     | Gustav Stührk (TSV 1860 München)    | 3,70     |
| 5     | Otto Petermüller (TSV 1860 München) | 3,60     |
| 6     | Ernst Scherra (OSV Hörde)           | 3,40     |

Datum: 14. August

### Weitsprung
| Platz | Athlet, Verein                            | Weite (m) |
| ----- | ----------------------------------------- | --------- |
| 1     | Gerhard Luther (TSV 1860 München)         | 7,32      |
| 2     | Heinz Steffen (SV St. Georg 1895 Hamburg) | 7,16      |
| 3     | Heinz Kreulich (TC Gelsenkirchen 1874)    | 7,15      |
| 4     | Rudolf Wikelski (VfL München)             | 7,05      |
| 5     | Wolfgang Wünsche (TG 1846 Göttingen)      | 6,93      |
| 6     | Willi Kron (Rot-Weiß Oberhausen)          | 6,91      |

Datum: 15. August

### Dreisprung
| Platz | Athlet, Verein                     | Weite (m) |
| ----- | ---------------------------------- | --------- |
| 1     | Horst Vogt (ASC Fulda)             | 14,34     |
| 2     | Kurt Unger (ASV Horb)              | 13,98     |
| 3     | Helmut Wiersdorf (VfL Oldenburg)   | 13,85     |
| 4     | Konrad Engelhardt (1. FC Nürnberg) | 13,66     |
| 5     | Paul Rapp (Stuttgarter Kickers)    | 13,56     |
| 6     | Werner Weiß (FC Gronau 09)         | 13,23     |

Datum: 14. August

### Kugelstoßen
| Platz | Athlet, Verein                              | Weite (m) |
| ----- | ------------------------------------------- | --------- |
| 1     | Karl Jansen (ASV Köln)                      | 14,80     |
| 2     | Otto Luh (VfB Gießen)                       | 14,53     |
| 3     | Josef Bongen (VfL 1895 Krefeld)             | 14,22     |
| 4     | Heinrich Trippe (OSV Hörde)                 | 13,93     |
| 5     | Heinz Rosendahl (Schwarz-Weiß Radevormwald) | 13,64     |
| 6     | Eduard Richarz (1. FC Köln)                 | 13,44     |

Datum: 15. August

### Diskuswurf
| Platz | Athlet, Verein                              | Weite (m) |
| ----- | ------------------------------------------- | --------- |
| 1     | Heinz Rosendahl (Schwarz-Weiß Radevormwald) | 46,00     |
| 2     | Gerhard Hilbrecht (TSV 1860 München)        | 45,28     |
| 3     | Ernst Figgen (OSV Hörde)                    | 42,80     |
| 4     | Gustav Marktanner (VfB Stuttgart)           | 41,77     |
| 5     | Ernst Hepner (Rot-Weiß Oberhausen)          | 41,33     |
| 6     | Hans Himmelsdorfer (TSV 1860 München)       | 40,63     |

Datum: 14. August

### Hammerwurf
| Platz | Athlet, Verein                         | Weite (m) |
| ----- | -------------------------------------- | --------- |
| 1     | Karl Storch (ASC Fulda)                | 55,22     |
| 2     | Karl Wolf (Karlsruher TV 1846)         | 55,17     |
| 3     | Karl Hein (SV St. Georg 1895 Hamburg)  | 53,66     |
| 4     | Oskar Lutz (OSV Hörde)                 | 50,20     |
| 5     | Wolfram Hausmann (VfL München)         | 49,62     |
| 6     | Paul Ronge (Schwarz-Weiß Radevormwald) | 48,95     |

Datum: 15. August

### Speerwurf
| Platz | Athlet, Verein                              | Weite (m) |
| ----- | ------------------------------------------- | --------- |
| 1     | Heinrich Will (Rendsburger TSV)             | 60,50     |
| 2     | Johannes Boeder (SG Eichkamp Berlin)        | 57,51     |
| 3     | Gerd Middelberg (Schwarz-Weiß Radevormwald) | 57,05     |
| 4     | Herbert Koschel (Turn-Club Göttingen)       | 56,95     |
| 5     | Rudolf Baumbauer (TSV Schwabach)            | 55,52     |
| 6     | Heinrich Wagner (Fortuna Freiburg)          | 55,18     |

Datum: 15. August

### Fünfkampf,1934er Wertung
| Platz | Athlet, Verein                            | P – offiz. Wert. | P – 85er Wert. |
| ----- | ----------------------------------------- | ---------------- | -------------- |
| 1     | Gerhard Luther (TSV 1860 München)         | 3909             | 3729           |
| 2     | Hermann Nacke (Polizei SV Kiel)           | 3690             | 3500           |
| 3     | Ludwig Koppenwallner (VfL München)        | 3685             | 3491           |
| 4     | Leo Lickes (Preussen Krefeld)             | 3640             | 3487           |
| 5     | Heinz Steffen (SV St. Georg 1895 Hamburg) | 3435             | 3334           |
| 6     | Fritz Beller (TuS Opladen)                | 3405             | 3239           |

Datum: 19. September
fand in Hamburg statt
Gewertet wurden die Disziplinen vom 1. Tag des Zehnkampfs (sog. „Deutscher Fünfkampf“): 100 m, Weitsprung, Kugelstoßen, Hochsprung, 400 m.

### Zehnkampf,1934er Wertung
| Platz | Athlet, Verein                       | P – offiz. Wert. | P – 85er Wert. |
| ----- | ------------------------------------ | ---------------- | -------------- |
| 1     | Gerhard Luther (TSV 1860 München)    | 6691             | 6458           |
| 2     | Ludwig Koppenwallner (VfL München)   | 6578             | 6345           |
| 3     | Hans Zepernick (Blau-Weiß Osnabrück) | 6355             | 6230           |
| 4     | Josef Hipp (TSG Balingen)            | 6061             | 5925           |
| 5     | Paul Adomeit (Rendsburger TSV)       | 5988             | 5851           |
| 6     | Fritz Beller (TuS Opladen)           | 5761             | 5573           |

Datum: 19./20. September
fand in Hamburg statt

### Waldlauf–7500m
| Platz | Athlet, Verein                          | Zeit (min) |
| ----- | --------------------------------------- | ---------- |
| 1     | Ludwig Warnemünde (SC Victoria Hamburg) | 24:02      |
| 2     | Otto Eitel (TSV Esslingen)              | 24:05      |
| 3     | Hermann Eberlein (TSV 1860 München)     | 24:23      |
| 4     | Edmund Nadolny (Rot-Weiß Oberhausen)    | 24:43      |
| 5     | Georg Goldemund (TSV 1860 München)      | 25:02      |
| 6     | Heinz Rehn (SCC Berlin)                 |            |

Datum: 18. April
fand in Fellbach bei Stuttgart statt

### Waldlauf–7500m, Mannschaftswertung
| Platz | Verein, Besetzung                                                   | (Pkte)               |
| ----- | ------------------------------------------------------------------- | -------------------- |
| 1     | TSV 1860 München (Hermann Eberlein, Georg Goldemund, Hans Glöckler) | 25 (Plätze 03/05/17) |
| 2     | Rot-Weiß Oberhausen (Edmund Nadolny, Walter Türk, Rolf Lamers)      | 28 (Plätze 04/11/13) |
| 3     | TSV Esslingen (Otto Eitel, Helmut Bolzhauser, Ruf)                  | 37 (Plätze 02/08/27) |
| 4     | SC Victoria Hamburg (Ludwig Warnemünde, Klaus Ketelsen, ?)          | 51 (Plätze 01/15/0?) |
| 5     | TSV Braunschweig (Willi Mötzung, ?, ?)                              | 71 (Plätze 19/0?/0?) |
| 6     | SCC Berlin (Heinz Rehn, ?, ?)                                       | 78 (Plätze6/0?/0?/)  |

Datum: 18. April
fand in Fellbach bei Stuttgart statt

## Meisterschaftsresultate Frauen

### 100 m
| Platz | Athletin, Verein                                  | Zeit (s) |
| ----- | ------------------------------------------------- | -------- |
| 1     | Marga Petersen (Werder Bremen)                    | 12,3     |
| 2     | Margot Gundlach (SpVgg Bingen-Büdesheim)          | 12,4     |
| 3     | Elfriede Möller (TuS Alstertal Hamburg)           | 12,5     |
| 4     | Margot Glöckner (Eintracht Frankfurt)             | 12,5     |
| 5     | Käthe Hinz (Holstein Kiel)                        | 12,6     |
| 6     | Maria Sander, geb. Domagala (Rot-Weiß Oberhausen) | 12,7     |

Datum: 15. August

### 80 m Hürden
| Platz | Athletin, Verein                                  | Zeit (s) |
| ----- | ------------------------------------------------- | -------- |
| 1     | Maria Sander, geb. Domagala (Rot-Weiß Oberhausen) | 11,9     |
| 2     | Erika Borchardt (Hamburger SV)                    | 12,1     |
| 3     | Hanni Wahnemühl (SSV Wuppertal)                   | 12,1     |
| 4     | Lotte Wackersreuther (1. FC Nürnberg)             | 12,3     |
| 5     | Liselotte Gülck (Hamburger Turnerbund 1862)       | 12,4     |
| 6     | Helma Horlacher (FSV Nürnberg-Süd)                | 12,5     |

Datum: 14. August

### 4 × 100 m Staffel
| Platz | Verein, Besetzung                                                                             | Zeit (s) |
| ----- | --------------------------------------------------------------------------------------------- | -------- |
| 1     | Werder Bremen (Hannelore Mikos, Marga Petersen, Alwine Schulz, Helga Huhn)                    | 49,0     |
| 2     | SSV Wuppertal (Emmy Albus, Hildegard Luhmann, Marianne Dekkers, Ruth Limbach – geb. Schwanck) | 49,2     |
| 3     | Eintracht Frankfurt (Haxel, Morgenthal, Margot Glöckner, Resi Gugler – geb. Kurz)             | 49,5     |
| 4     | MTV München von 1879 (Nadler, Ida Adler, Elfriede Mayerhofer, Erika Eckelt)                   | 49,7     |
| 5     | SG Eichkamp Berlin (Schimmel, Struck, Jahn, Ruth Wenzel)                                      | 50,4     |
| 6     | Hamburger SV (Ellen Siefert, Ilse Schmuck, Elfriede Werdier, Bordehl)                         | 50,6     |

Datum: 15. August

### Hochsprung
| Platz | Athletin, Verein                          | Höhe (m) |
| ----- | ----------------------------------------- | -------- |
| 1     | Gertrud Pagalies (TuS Duisburg 48/99)     | 1,53     |
| 2     | Frieda Strüver (TS Jahn München)          | 1,52     |
| 3     | Hildegard Gerschler (TSV Braunschweig)    | 1,52     |
| 4     | Inge von Gaisberg (TV Cannstatt)          | 1,52     |
| 5     | Margarete von Buchholtz (Hamburger SV)    | 1,52     |
| 6     | Wilhelmine Schubert (TSV 1860 Weißenburg) | 1,50     |

Datum: 15. August

### Weitsprung
| Platz | Athletin, Verein                         | Weite (m) |
| ----- | ---------------------------------------- | --------- |
| 1     | Gisela Jahn (SG Eichkamp Berlin)         | 5,60      |
| 2     | Irmgard Kirchhoff (KSV Hessen Kassel)    | 5,57      |
| 3     | Erika von der Busche (MTV Lüneburg)      | 5,43      |
| 4     | Lena Stumpf (VfL Germania Leer)          | 5,39      |
| 5     | Ursula Weber (SV St. Georg 1895 Hamburg) | 5,32      |
| 6     | Ursula Ehrhardt (VfL 1860 Marburg)       | 5,22      |

Datum: 14. August

### Kugelstoßen
| Platz | Athletin, Verein                                        | Weite (m) |
| ----- | ------------------------------------------------------- | --------- |
| 1     | Gertrud Schlüter (SV St. Georg Hamburg)                 | 13,12     |
| 2     | Marianne Schulze-Entrup (TV Münster 1862)               | 12,65     |
| 3     | Lena Stumpf (VfL Germania Leer)                         | 12,13     |
| 4     | Hilde Siemer (Oldenburger Turnerbund)                   | 11,85     |
| 5     | Karen Uthke (ASV Köln)                                  | 11,71     |
| 6     | Marie-Louise Richters (Hamburger Turnerschaft von 1816) | 11,71     |

Datum: 14. August

### Diskuswurf
| Platz | Athletin, Verein                              | Weite (m) |
| ----- | --------------------------------------------- | --------- |
| 1     | Else Hümmer, geb. Graf (SV 1873 Nürnberg-Süd) | 40,26     |
| 2     | Anna Klooß (KSV Hessen Kassel)                | 39,57     |
| 3     | Karen Uthke (ASV Köln)                        | 39,15     |
| 4     | Marianne Schulze-Entrup (TV Münster 1862)     | 38,66     |
| 5     | Annchen Groth (Hamburger SV)                  | 37,23     |
| 6     | Edna Wilmes (SCC Berlin)                      | 37,10     |

Datum: 15. August

### Speerwurf
| Platz | Athletin, Verein                        | Weite (m) |
| ----- | --------------------------------------- | --------- |
| 1     | Inge Wolf, geb. Plank (1. FC Nürnberg)  | 45,69     |
| 2     | Alwine Lehr (Eintracht Frankfurt)       | 40,37     |
| 3     | Gertrud Ulbrich (TSV Schwaben Augsburg) | 38,02     |
| 4     | Rita Ewald (SSV Wuppertal)              | 38,02     |
| 5     | Lena Stumpf (VfL Germania Leer)         | 37,77     |
| 6     | Elisabeth Groß (TB Erlangen)            | 37,48     |

Datum: 15. August

### Fünfkampf
| Platz | Athletin, Verein                                       | P – offiz. Wert. | P – 80er Wert. |
| ----- | ------------------------------------------------------ | ---------------- | -------------- |
| 1     | Lena Stumpf (VfL Germania Leer)                        | 410              | 3541           |
| 2     | Marianne Schulze-Entrup (TV Münster 1862)              | 378              | 3232           |
| 3     | Gertrud Schlüter (SV St. Georg Hamburg)                | 333              | 3104           |
| 4     | Lore Fauth (Stuttgarter Kickers)                       | 319              | 3134           |
| 5     | Dorothea Kreß (VfL Pinneberg)                          | 293              | 2946           |
| 6     | Helga Karsten, geb. Isberg (SV St. Georg 1895 Hamburg) | 281              | 2859           |

Datum: 19./20. September
fand in Hamburg statt
Der Fünfkampf wurde nach einer älteren deutschen Punktetabelle des Frauen-Fünfkampfs gewertet, Disziplinen: Tag 1 – Kugelstoß, Weitsprung / Tag 2 – 100 m, Hochsprung, Speerwurf.